# Glastal, Großer Buchwald und Tautschbuch
Das FFH-Gebiet Glastal, Großer Buchwald und Tautschbuch (Schutzgebietskennung DE-7722-311) entstand 2015 durch die Zusammenlegung der zwei bereits bestehenden FFH-Gebiete Zwiefaltener Alb sowie Großer Buchwald und Tautschbuch im deutschen Bundesland Baden-Württemberg. Diese ehemaligen Gebiete wurden bereits im Jahr 2005 durch das Regierungspräsidium Tübingen nach der Richtlinie 92/43/EWG (Fauna-Flora-Habitat-Richtlinie) angemeldet. Mit Verordnung des Regierungspräsidiums Tübingen zur Festlegung der Gebiete von gemeinschaftlicher Bedeutung vom 5. November 2018 (in Kraft getreten am 11. Januar 2019), wurde das Schutzgebiet ausgewiesen.

## Lage
Das 3583,1 Hektar große FFH-Gebiet gehört zu den Naturräumen 040-Donau-Ablach-Platten und 097-Mittlere Flächenalb innerhalb der naturräumlichen Haupteinheiten 04-Donau-Iller-Lech-Platte und 09-Schwäbische Alb. Es liegt zwischen Hayingen und Langenenslingen.
- Landkreis Reutlingen:
- Hayingen: 573,2974 ha = 16 %
- Pfronstetten: 71,6621 ha = 2 %
- Zwiefalten: 967,4395 ha = 27 %
- Landkreis Biberach:
- Langenenslingen: 1146,5949 ha = 32 %
- Riedlingen: 824,1151 ha = 23 %

## Beschreibung und Schutzzweck
Es handelt sich um eine hügelige Mittelgebirgslandschaft mit überwiegender Exposition nach Westen bis Südosten. Im östlichen Teil das Glastal mit Felsen, Wacholderheiden und Waldformationen. Im westlichen Teil am Südrand der Schwäbischen Alb gelegene, große Buchenwälder mit kleinen Wacholderheiden und Kalk-Magerrasen. Im Gebiet befinden sich 37 Höhlen.

### Lebensraumklassen
(allgemeine Merkmale des Gebiets) (prozentualer Anteil der Gesamtfläche)
Angaben gemäß Standard-Datenbogen aus dem Amtsblatt der Europäischen Union
|                                                    |                                                    |  |      |      |
| N09 – Trockenrasen, Steppen                        | N09 – Trockenrasen, Steppen                        |  | 4 %  | 4 %  |
| N10 – Feuchtes und mesophiles Grünland             | N10 – Feuchtes und mesophiles Grünland             |  | 3 %  | 3 %  |
| N15 – Anderes Ackerland                            | N15 – Anderes Ackerland                            |  | 3 %  | 3 %  |
| N16 – Laubwald                                     | N16 – Laubwald                                     |  | 56 % | 56 % |
| N17 – Nadelwald                                    | N17 – Nadelwald                                    |  | 10 % | 10 % |
| N19 – Mischwald                                    | N19 – Mischwald                                    |  | 23 % | 23 % |
| N23 – Sonstiges (einschl. Städte, Dörfer, Straßen) | N23 – Sonstiges (einschl. Städte, Dörfer, Straßen) |  | 1 %  | 1 %  |
|                                                    |                                                    |  |      |      |

### Lebensraumtypen
Gemäß Anlage 1 der Verordnung des Regierungspräsidiums Tübingen zur Festlegung der Gebiete von gemeinschaftlicher Bedeutung (FFH-Verordnung) vom 5. November 2018 kommen folgende Lebensraumtypen nach Anhang I der FFH-Richtlinie im Gebiet vor:
| EU Code | Lebensraumtyp (offizielle Bezeichnung)                                                                          | Kurzbezeichnung                             | Hektar  |
| ------- | --- | ------------------------------------------- | ------- |
| 3260    | Flüsse der planaren bis montanen Stufe mit Vegetation des Ranunculion fluitantis und des Callitricho-Batrachion | Fließgewässer mit flutenderWasservegetation | 9,85    |
| 5130    | Formationen von Juniperus communis auf Kalkheiden und -rasen                                                    | Wacholderheiden                             | 27,18   |
| 6110    | Lückige basophile oder Kalk-Pionierrasen (Alysso-Sedion albi)                                                   | Kalk-Pionierrasen                           | 0,66    |
| 6210    | Naturnahe Kalk-Trockenrasen und deren Verbuschungsstadien (Festuco-Brometalia)                                  | Kalk-Magerrasen                             | 11,40   |
| 6430    | Feuchte Hochstaudenfluren der planarenund montanen bis alpinen Stufe                                            | Feuchte Hochstaudenfluren                   | 1,00    |
| 6510    | Magere Flachland-Mähwiesen (Alopecurus pratensis, Sanguisorbaofficinalis)                                       | Magere Flachland-Mähwiesen                  | 40,32   |
| 7220    | Kalktuffquellen (Cratoneurion)                                                                                  | Kalktuffquellen                             | 0,42    |
| 8160    | Kalkhaltige Schutthalden der collinen bismontanen Stufe Mitteleuropas                                           | Kalkschutthalden                            | 2,03    |
| 8210    | Kalkfelsen mit Felsspaltenvegetation                                                                            | Kalkfelsen mit Felsspaltenvegetation        | 4,02    |
| 8310    | Nicht touristisch erschlossene Höhlen                                                                           | Höhlen                                      | 0,001   |
| 9130    | Waldmeister-Buchenwald (Asperulo-Fagetum)                                                                       | Waldmeister-Buchenwald                      | 2090,80 |
| 9150    | Mitteleuropäischer Orchideen-Kalk-Buchenwald (Cephalanthero-Fagion)                                             | Orchideen-Buchenwälder                      | 18,20   |
| 9180    | Schlucht- und Hangmischwälder Tilio-Acerion                                                                     | Schlucht- und Hangmischwälder               | 24,20   |
| 91E0    | Auenwälder mit Alnus glutinosa und Fraxinus excelsior (Alno-Padion, Alnion incanae, Salicion albae)             | Auenwälder mit Erle, Esche, Weide           | 0,60    |

### Arteninventar
Folgende Arten von gemeinschaftlichem Interesse kommen im Gebiet vor:
| Bild               | EU Code | * | Art                | wissenschaftlicher Name | Artengruppe           |
| ------------------ | ------- | - | ------------------ | ----------------------- | --------------------- |
| Groppe             | 1163    |   | Groppe             | Cottus gobio            | Fische und Rundmäuler |
| Großes Mausohr     | 1324    |   | Großes Mausohr     | Myotis myotis           | Säugetiere            |
| Biber              | 1337    |   | Biber              | Castor fiber            | Säugetiere            |
| Grünes Besenmoos   | 1381    |   | Grünes Besenmoos   | Dicranum viride         | Moose                 |
| Grünes Koboldmoos  | 1386    |   | Grünes Koboldmoos  | Buxbaumia viridis       | Moose                 |
| Gelber Frauenschuh | 1902    |   | Gelber Frauenschuh | Cypripedium calceolus   | Pflanzen              |

Die ursprünglich ebenfalls für das Gebiet gemeldete Gelbbauchunke konnte nicht nachgewiesen werden.

### Zusammenhängende Schutzgebiete
Das FFH-Gebiet besteht aus 10 Teilgebieten. Es überschneidet sich mit mehreren Landschaftsschutzgebieten. Das Vogelschutzgebiet 7624-441 Täler der Mittleren Flächenalb hat rund 20 Prozent Anteile am FFH-Gebiet. Es liegt außerdem zu 22 Prozent im Biosphärengebiet Schwäbische Alb.
Innerhalb des Gebiets liegen die Naturschutzgebiete
- 4188-Digelfeld
- 4170-Ehebach
- 4313-Flusslandschaft Donauwiesen zwischen Zwiefaltendorf und Munderkingen
- 4286-Kirchhalde
- 4047-Sauloch
- 4037-Tannenhalde
- 4126-Warmtal